# ستيوارت ويلكينسون
ستيوارت ويلكينسون (18 أكتوبر 1942 في المملكة المتحدة - ) (بالإنجليزية: Stuart Wilkinson)‏ هو لاعب كريكت بريطاني. لعب مع نادي مقاطعة دورهام للكريكت ‏ والمقاطعات الوطنية للكريكيت الإنجليزي والويلزي ‏.

## وصلات خارجية
- ستيوارت ويلكينسون على موقع إي آس بي آن كريك إنفو (الإنجليزية)